# تورا سان، ای کاش اینجا بودی
تورا سان، ای کاش اینجا بودی (به انگلیسی: Tora-san, Wish You Were Here) فیلمی ژاپنی محصول سال ۲۰۱۹ به کارگردانی یوجی یامادا است. این پنجاهمین قسمت از سری محبوب و طولانی مدت (مرد بودن سخته) «اوتوکو وا تسورای یو» است. فیلمبرداری در ۲۰ اکتبر ۲۰۱۸ آغاز شد و فیلم در ۲۷ دسامبر ۲۰۱۹ اکران شد.

## بازیگران
- کیوشی آتسومی به صورت دیژیتالی و فلش بک به عنوان «توراجیرو کوروما»، که به نام تورا-سان شناخته می‌شود.
- چیکو بایشو در نقش ساکورا سووا
- روریکو آسائوکا در نقش لی لی
- هیده‌تاکا یوشی‌اوکا در نقش «میتسوئو سووا»
- کومیکو گوتو در نقش ایزومی برونا
- گین مائدا در نقش هیروشی سووا
- ماری ناتسوکی در نقش آیاکو هارا
- چیزورو ایکه‌واکی در نقش ستسوکو تاکانو
- هیوری ساکورادا در نقش یوری سووا، دختر میتسوئو
- هاشیزومه ایسائو در نقش کازوئو اویکاوا
- ننجی کوبایاشی در نقش کوبوتا، پدر زن میتسوئو
- تاکه کاوا شیراکو در نقش هنرمند راکوگو
- تاکاشی ساسانو به عنوان گوزن-ساما
- جون میهو در نقش آکمی
- ماری هانادا
- تتسورو دگاوا
- گاجیرو ساتو
- ماسایاسو کیتایاما
- هایاشیا تاماهی
- تایکی ماتسونو
- میو تومیتا
- سارا کوراشیما
- سوتارو تاناکا
- کیسوکه کواتا